# Godihal Jagir, Shorapur
Godihal Jagir là một làng thuộc tehsil Shorapur, huyện Gulbarga, bang Karnataka, Ấn Độ.